# Walter Korpi
Fred Walter Korpi, född 20 februari 1934 i Koutojärvi i Hietaniemi församling i Norrbottens län, död 19 november 2024 i Danderyds distrikt i Stockholms län, var en svensk sociolog och professor. Han var bror till Sture Korpi.

## Biografi

### Utbildning och karriär
Korpi blev student vid Stockholms högskola 1954 och avlade filosofie kandidatexamen 1958. 1955–1956 studerade han vid University of Colorado i Boulder. Åren 1959–1964 arbetade han som sociolog vid Militärpsykologiska institutet (MPI). Samtidigt bedrev han forskarstudier vid Stockholms universitet och blev 1964 filosofie licentiat i sociologi på avhandlingen Social Pressures and Attitudes in Military Training.
Efter ett halvår vid Columbia University 1964–1965 verkade han också under en kort tid vid Metallarbetareförbundet 1965–1966. Han blev filosofie doktor i sociologi vid Stockholms universitet 1966 och gick samma år tjänst som universitetslektor i detta ämne vid samma lärosäte. 1968–1969 var han tillförordnad professor i sociologi vid Umeå universitet och återkom därefter till Stockholms universitet som docent. Från 1973 var han professor i socialpolitik vid Institutet för social forskning (SOFI), som senare gick upp i Stockholms uniersitet. Han var dess föreståndare 1978–1981 och 1984–1986.
Korpis forskning vid Militärpsykologiska institutet under första halvan av 1960-talet gällde framför allt attityder och trivsel i militära förband. Från 1970-talet och framåt gällde hans forskning dels arbetskonflikter och klasskamp, dels välfärdsfrågor. Korpi blev hedersdoktor vid Åbo universitet år 2000.

### Debattör
Korpi var en flitig debattör i frågor som gäller välfärdsstaten, och dess koppling till Sveriges ekonomi. Bland annat menade han, till skillnad från många svenska nationalekonomer, att Sverige inte hade sackat efter andra länder på grund av avstannande ekonomisk tillväxt. Därför fanns det inte enligt Korpi några bärande ekonomiska argument mot den arbetsmarknadspolitik och den ekonomiska politik som Socialdemokraterna och LO bedrev respektive förespråkade under 1980-talet och i början av 1990-talet. Han kom bland annat till denna slutsats genom att förespråka att den ekonomiska tillväxten skulle mätas i kronor (således linjärt och i absoluta termer), snarare än i procent (logaritmiskt och i relativa termer), vilket är det vanliga inom nationalekonomi såväl i Sverige som internationellt. Efter att ha skrivit flera debattartiklar på detta tema gav Korpi 1992, mitt under den då pågående ekonomiska krisen, ut boken Halkar Sverige efter?, som även innehöll debattinlägg av Carl Bildt. De svenska nationalekonomer som vid denna tid argumenterade för en förändring av den ekonomiska politiken och den svenska arbetsmarknaden förhöll sig kallsinniga eller direkt negativa till Korpis idéer.

## Familj och relationer
Walter Korpi hade tre barn.[källa behövs] Korpi var skolkamrat med Östen Mäkitalo.